# 1903–1904-es dán labdarúgó-bajnokság (első osztály)
Az 1903–1904-es Danish Superliga volt a 15. alkalommal megrendezett, legmagasabb szintű labdarúgó-bajnokság Dániában. A szezonban 5 klubcsapat vett részt.
A címvédő a Kjøbenhavns volt. A bajnokságot a Frem csapata nyerte meg.

## Tabella
| Hely. | Csapat              | M | Gy | D | V | G+ | G– | Gk  | P  | Továbbjutás vagy kiesés |
| ----- | ------------------- | - | -- | - | - | -- | -- | --- | -- | ----------------------- |
| 1.    | Frem                | 8 | 5  | 2 | 1 | 28 | 13 | +15 | 12 | A szezon bajnoka        |
| 2.    | Kjøbenhavns         | 8 | 4  | 2 | 2 | 21 | 12 | +9  | 10 |                         |
| 3.    | Boldklubben af 1893 | 8 | 3  | 1 | 4 | 16 | 19 | −3  | 7  |                         |
| 4.    | Akademisk           | 8 | 3  | 1 | 4 | 18 | 24 | −6  | 7  |                         |
| 5.    | Østerbros           | 8 | 0  | 4 | 4 | 8  | 23 | −15 | 4  |                         |